# 黑鷹飛行表演隊

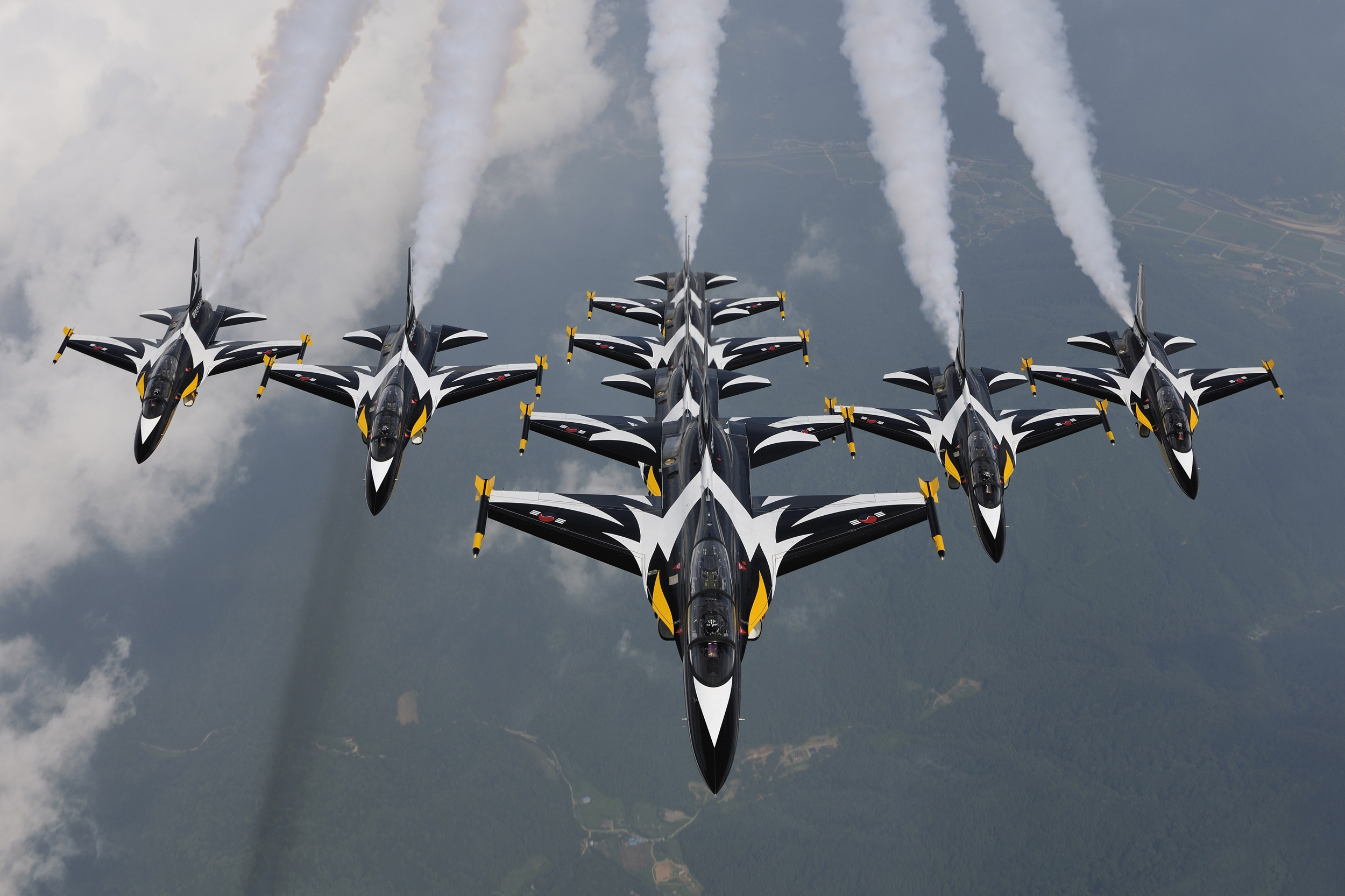
2011年黑鷹隊T-50B金鷹高級教練機飛行表演

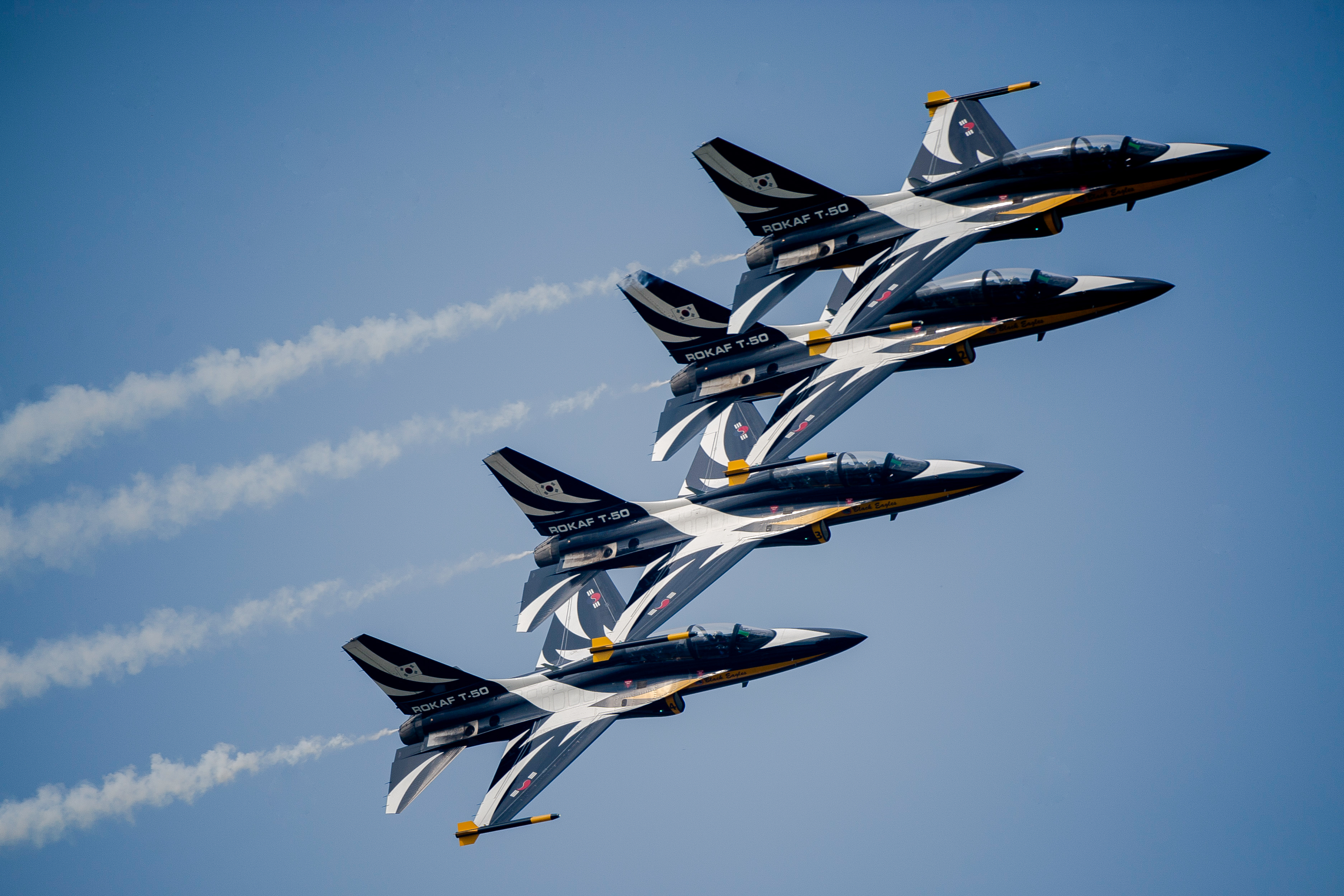
2016年黑鷹隊T-50B金鷹高級教練機飛行表演

黑鷹飛行表演隊（韓語：블랙이글스）是韓國空軍的飛行表演隊，正式番號為第239特技飛行中隊（韓語：제239특수비행대대），成立於1967年而於1978年解散，直至1994年再次成立至2007後再次被解散，2009年再次成立並獲得新型的T-50金鷹式高級教練機

## 使用機種
- F-5A戰鬥機（1967年至1970年）
- RF-5A偵察機（1970年至1978年）

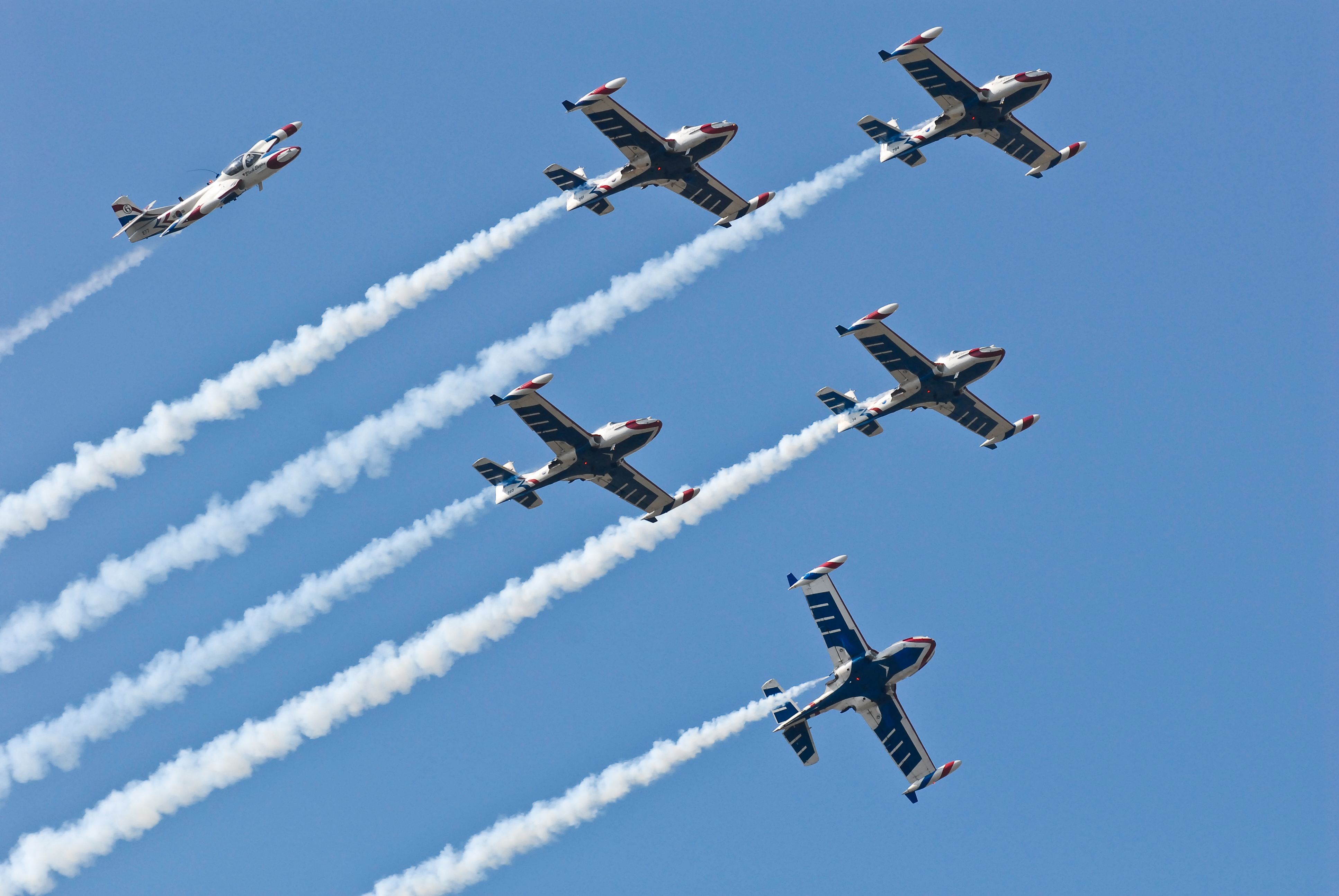
黑鷹隊的A-37蜻蜓攻擊機

- A-37蜻蜓式攻擊機（1994年至2007年）
- T-50金鷹式高級教練機（2009年至今）

## 外部連結
- 黑鷹飛行表演隊片段 （页面存档备份，存于）
- 韓國黑鷹飛行表演隊的A-37 （页面存档备份，存于）、
- 南韓空軍黑鷲特技飛行小組 （页面存档备份，存于）